# 사우드 빈 압둘아지즈 알사우드
사우드 빈 압둘 아지즈 알사우드(아랍어: سعود بن عبد العزيز آل سعود, 1902년 1월 12일~1969년 2월 23일)는 사우디아라비아의 제2대 국왕이었다.
사우드는 이븐 사우드의 아들로 쿠웨이트에서 태어났다. 18세부터 아랍권에서 일어난 여러 전투에 참가하였고 헤자즈 왕국 출범 당시 리야드를 통치하였다가 1953년 국왕이 되었다. 그러나 1964년 이복형제인 파이살과의 권력다툼 끝에 강제퇴위 당하였다. 이후 그리스로 망명 후 1969년 건강 악화로 아테네에서 사망하였다.

## 인물
할아버지 압둘 라흐만이 아버지에게 사우드의 탄생 소식에 감탄하였고, 아버지는 리야드 회복에 성공했다고 한다.
또한 외국어를 하지 못하는 것을 자랑스럽게 여겼다. 영국의 인도 총독부에서 일하고, 1930년 이슬람교로 개종했다.

## 참고 문헌
- ブノアメシャン著、河野鶴代、牟田口義郎訳「砂漠の豹イブン・サウード」（筑摩書房）
- ジョン・フィルビー著、岩永博、富塚俊夫訳「サウジアラビア王朝史」（法政大学出版局）